# David Watkins (Goldschmied)
David Watkins (* 1940 in Wolverhampton, England) ist ein britischer Goldschmied, Bildhauer, Medailleur, Hochschullehrer und Jazz-Musiker. Er gilt als einer der herausragenden Schmuckkünstler Großbritanniens im Bereich des Autorenschmucks. Seine Arbeiten zeichnen sich durch eine skulpturale Formensprache aus.

## Leben
David Watkins absolvierte von 1959 bis 1963 ein Bildhauerstudium an der University of Reading.
Nach Anfängen als Bildhauer, Saxophonist und Modellbauer für Stanley Kubricks Film 2001: Odyssee im Weltraum von 1968 wendete er sich zu Beginn der 70er Jahre dem Autorenschmuck zu.
Wie Schmuck sein könnte, war die Frage, die seiner Arbeit zu Grunde lag und die ihn zu seiner Auseinandersetzung mit dem Thema Schmuck als tragbare Kunst führte. Seine Arbeiten setzten bald Maßstäbe für andere britischen Schmuckkünstler und führten zu einer Reihe von internationalen Ausstellungsbeteiligungen u. a. in Philadelphia, London, Bristol, Oxford, Melbourne, Wien, Amsterdam und Pforzheim.
Daneben schuf er als Bildhauer eine Reihe von Skulpturen für den öffentlichen Raum, so für die Kathedrale in Hereford, für den Princessehof in Leeuwarden und für den Skulpturenpark in Hongkong.

Als Medailleur kreierte er für die Olympischen Sommerspiele 2012 in London die Gold-. Silber- und Bronze-Medaillen.

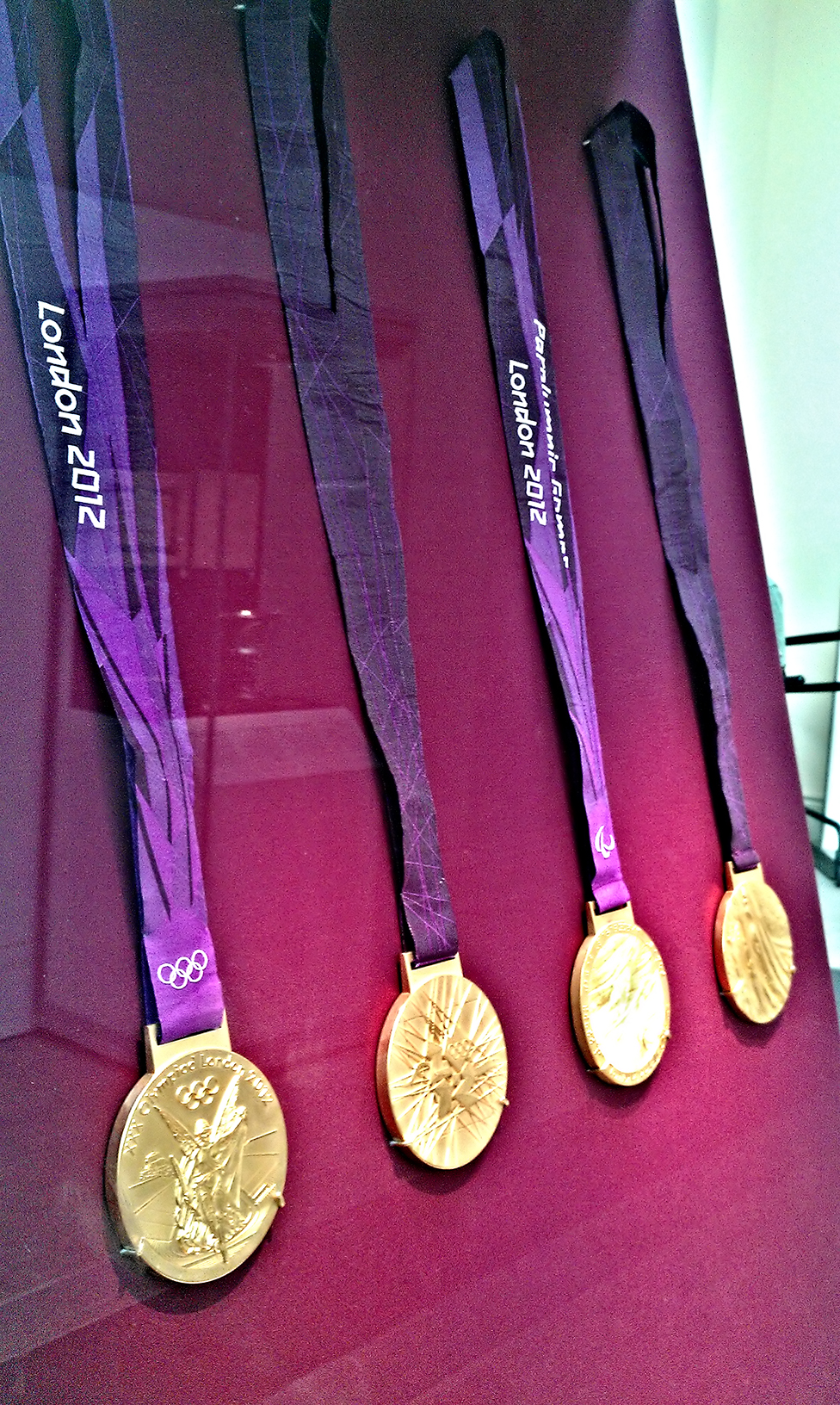
Gold-Medaillen 2012, London

Das Victoria & Albert Museum in London zeigte im Jahr 2010 eine Retrospektive seiner Arbeiten unter dem Titel Artist in Jewellery, a Retrospective View (1972-2010).
David Watkins war mit der 2018 verstorbenen britischen Goldschmiedin Wendy Ramshaw verheiratet und lebt in London.

## Preise und Auszeichnungen
- 1974: De Beers Diamond Today
- 1976: Crafts Advisory Committee Bursary
- 1978: Japan Foundation Travel Award
- 1978: Artist in Residence am Western Australian Institute of Technology in Perth, Australien
- 1980: Japan Foundation Travel Award, Kyoto
- 1980: Zinn Symposium, Wien
- 1983: Designers and Art Directors Association London Preis für Fotografie
- 1992: Tokyo National University of Fine Arts and Music Study Tour
- 1994: Royal College of Art London Research Award
- 1994: Royal Society of Arts London Art for Architecture Award
- 1995: Housing Project Award London Project Artist

## Lehre
- 1984: Gastprofessur an der Bezalel Academy, Jerusalem
- 1984–2008: Professor am Royal College of Art, London